# Callaeum macropterum
Callaeum macropterum är en tvåhjärtbladig växtart som först beskrevs av Dc., och fick sitt nu gällande namn av David Mark Johnson. Callaeum macropterum ingår i släktet Callaeum och familjen Malpighiaceae. Inga underarter finns listade i Catalogue of Life.

## Bildgalleri

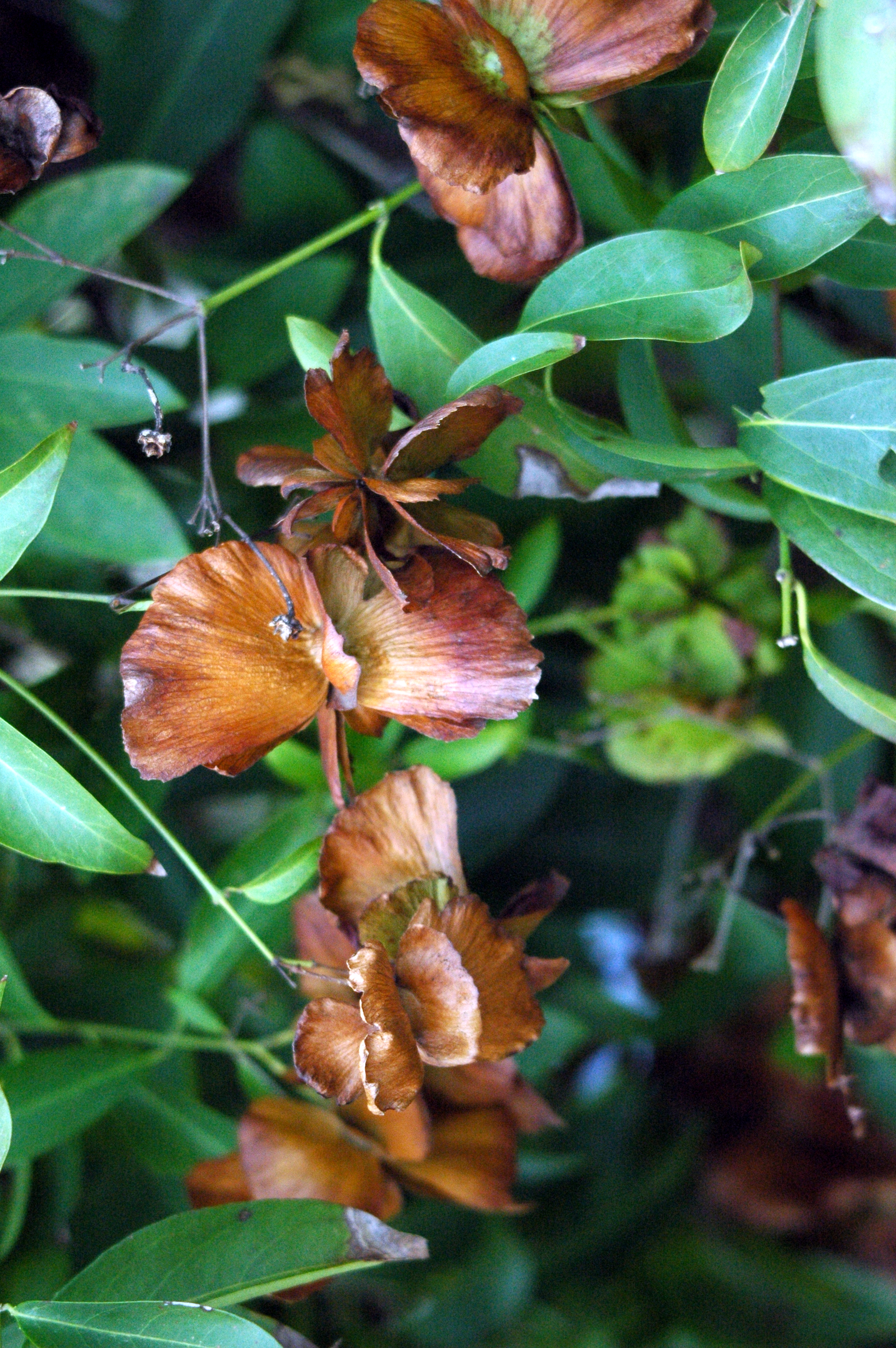